# 4 Eskadra Wywiadowcza

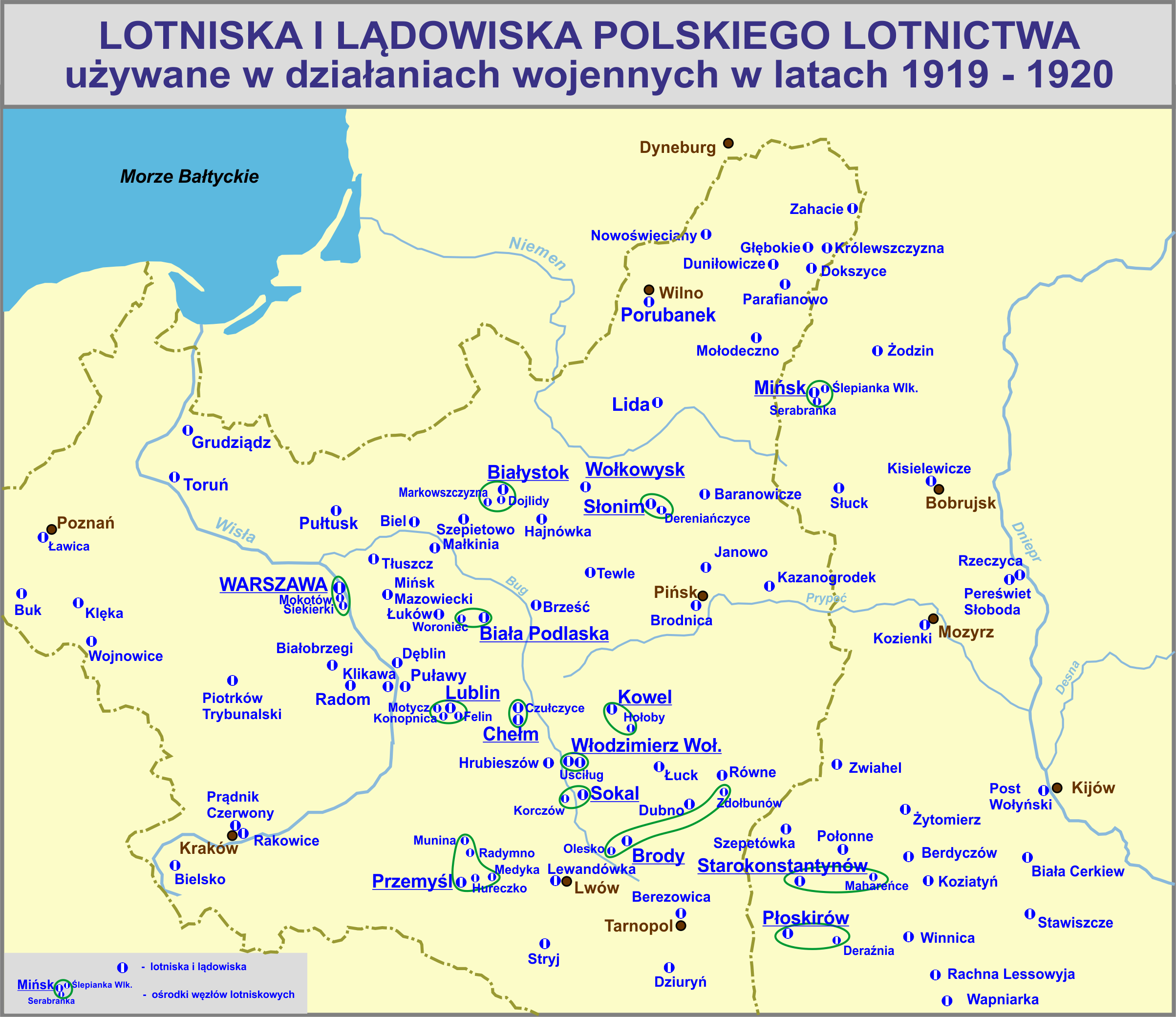

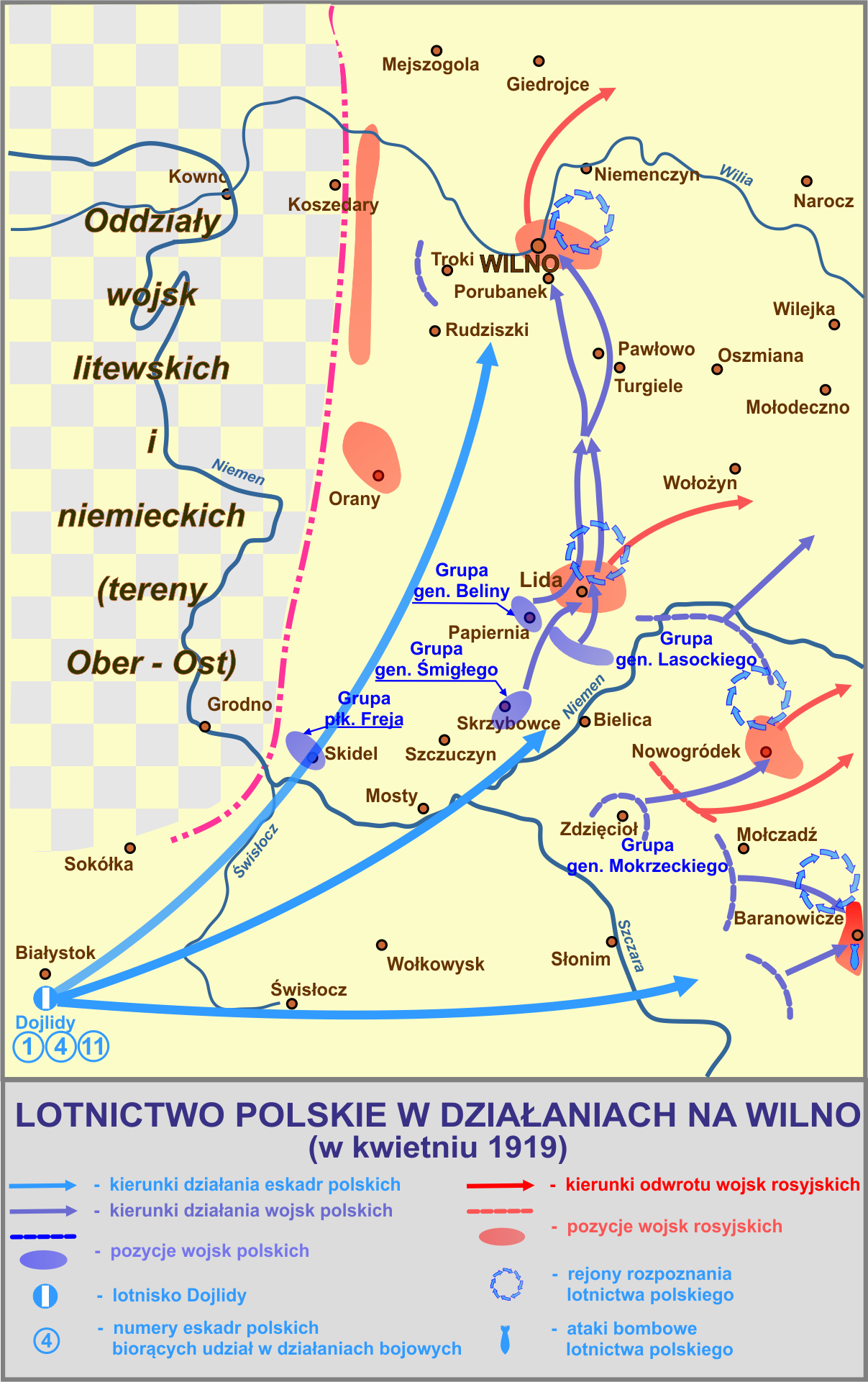

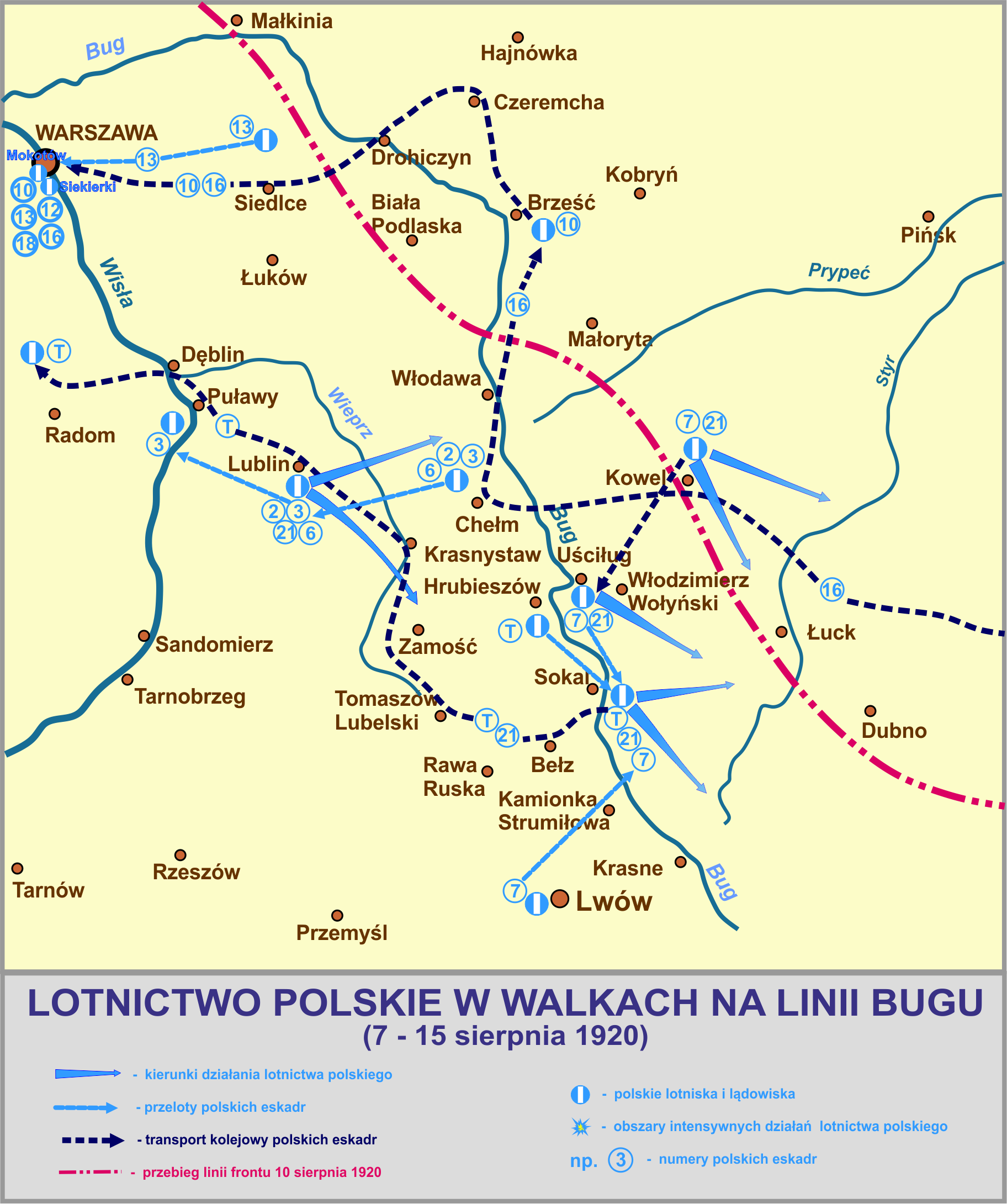

4 eskadra wywiadowcza – pododdział lotnictwa rozpoznawczego Wojska Polskiego w II Rzeczypospolitej.
Eskadra sformowana została w 1919 w Warszawie. Wzięła udział w wyprawie wileńskiej. Walczyła na froncie polsko-bolszewickim. Wiosną 1920 wcielona do 11 eskadry wywiadowczej. Odtworzona jako (4) eskadra toruńska.  Po zakończeniu działań wojennych przeformowana w eskadrę Szkoły Obserwatorów Lotniczych.
Godło eskadry: staroegipski ptak RA (godło 66 eskadry Breguetów).

## Formowanie, zmiany organizacyjne i walki
Eskadra powstała 9 stycznia 1919 w Warszawie, w okresie walk o granice Rzeczypospolitej. 
Rozkazem Sztabu Generalnego nr 487/I z 9 stycznia 1919, eskadra weszła w skład I Grupy Lotniczej dowodzonej przez kpt. pil Romana Florera.
Z powodu dużego braku kadr do eskadry wcielono szkolących się w Wojskowej Szkole Lotniczej pilotów. 7 kwietnia 1919 eskadra została przydzielona do Dywizji Litewsko-Białoruskiej i pod dowództwem por. Jurkiewicza udała się na lotnisko do Białegostoku. Ówczesny stan eskadry był prawie szczątkowy – 4 samoloty, 5 pilotów i 2 obserwatorów. Już w Białymstoku uzupełniono eskadrę o nowy personel. Pierwsze loty bojowe eskadra wykonała 17 kwietnia z lotniska w Wołkowysku. 
Po zajęciu Wilna eskadra została tam przeniesiona. Wykonywała loty bojowe dla dowództwa Frontu Litewsko-Białoruskiego najpierw z Wilna, a potem z Lidy. Stamtąd wykonywano najważniejsze akcje bojowe m.in. bombardowanie Mołodeczyna, Wilejki, Mińska. 
W październiku 1919 część eskadry pod dowództwem por. Jurkiewicza odesłano do Szkoły Obserwatorów Lotniczych w Warszawie. Do pozostałej części, której dowództwo objął kapitan Wacław Iwaszkiewicz, wcielono francuską 66 eskadrę Breguetów.
Zimę 1919/1920 przeformowana eskadra spędziła w Wilnie. 
Wykorzystując względny spokój na froncie, w okresie jesienno–zimowym eskadra prowadziła szkolenie personelu lotniczego i uzupełniała stany. Na dzień 1 lutego 1920 eskadra wchodziła w skład I Grupy Lotniczej, posiadała 8 pilotów, 3 obserwatorów i 10 samolotów.
Z końcem marca, na Froncie Litewsko-Białoruskim stacjonował 1 dywizjon lotniczy w składzie 1., 4. i 8 eskadra wywiadowcza oraz wielkopolski dywizjon składający się z 12. i 14 eskadry wywiadowczej oraz 13 eskadry myśliwskiej. Jeszcze w kwietniu lotnictwo Frontu zostało wzmocnione przez 4 dywizjon lotniczy w składzie 11. i 18 eskadry wywiadowczej. W maju w rejon frontu przybyły 10 eskadra wywiadowcza i 19 eskadra myśliwska. Naczelne dowództwo przydzieliło 4 Armii pięć eskadr, 1 Armii – trzy eskadry, a do 7 Armii włączono tylko jedną eskadrę.
W kwietniu eskadra wykonała kilkanaście lotów bojowych. Spośród personelu aktywni byli por. Antoni Sielicki i ppor. Eugeniusz Tromszczyński. 
W tym też miesiącu 4 eskadra dostała uzupełnienie z 11 eskadry i pod dowództwem por. Narkowicza weszła w skład IV dywizjonu lotniczego. W tym składzie ponownie wzięła udział w walkach na wschodzie. Bardzo dynamiczna sytuacja na froncie zmuszała eskadrę do ciągłych przenosin, tak że w połowie lipca znalazła się ponownie w Lidzie z zaledwie  jednym samolotem na wyposażeniu.
Część pododdziału została skierowana do Bydgoszczy, a następnie do Torunia, w celu uzupełnienia. Z pozostałej grupy lotników i pozostałości 11 eskadry zorganizowana została nowa 11 eskadra wywiadowcza.

### Działania 4 eskadry toruńskiej
W czerwcu 1920 Oficerska Szkoła Obserwatorów Lotniczych ewakuowana została z Warszawy do Torunia. Komendant szkoły, por. obs. Wiktor Szandorowski z personelu szkoły utworzył 4 eskadrę „Toruńską” pod dowództwem kpt. pil. Stanisława Rybki. 25 lipca 1920 nowy pododdział przegrupowany został transportem kolejowym na lotnisko Hrubieszów, z którego wykonywał loty dla Grupy Operacyjnej Jazdy gen. Sawickiego. Dowódca grupy nie pozostawił eskadrze żadnych rozkazów. Stacjonujący bezczynnie na lotnisku lotnicy zaczęli chorować na czerwonkę.
31 lipca, podczas startu do pierwszego lotu bojowego, zginął pilot sierż. Obrembowicz, a plut. Czerwiński i kpt. Rybka zostali ranni. 
Kolejny rozkaz nakazał jednostce przegrupować się w rejon Sokala. W czasie przelotu rozbito dwa kolejne samoloty.
Z Sokala na rozpoznanie w rejon Dubno – Równe, poleciała załoga sierż. Meissner i por. Przybyłowicz. Podczas lądowania pilot uszkodził czwarty samolot eskadry. 
Z Sokala dalszych lotów nie prowadzono i eskadra toruńska po utracie 4 z 6 samolotów wycofała się przez Rawę Ruską, Bełżec, Szczebrzeszyn, Zamość, Lublin, Puławy, Dęblin i 10 sierpnia dotarła na lotnisko Białobrzegi. Tu eskadra otrzymała uzupełnienie ludzi i sprzętu.
W ramach przygotowań do operacji znad Wieprza Naczelne Dowództwo Wojska Polskiego zarządziło koncentrację eskadr polskiego lotnictwa wojskowego w dwóch rejonach: lotnictwa 1 i 5 Armii – na lotniskach warszawskich (Mokotów i Siekierki), a lotnictwa 2, 3 i 4 Armii na lotniskach Radomia, Dęblina, Puław i Lublina.
Eskadra toruńska do akcji lotniczej włączyła się 12 sierpnia przejmując na siebie większą część zadań wywiadowczych. Działała dla 2 Armii gen. Raszewskiego, a następnie gen. Roji.
Prowadziła intensywne loty rozpoznawcze w rejonie Parczewa, Radzynia Podlaskiego, Łukowa, Siedlec, Kałuszyna i Mińska Mazowieckiego. Utrzymywano także łączność 1 Dywizją Piechoty Legionów i  grupa gen. Bałachowicza. W dniach 13 i 14 sierpnia eskadra kilkoma samolotami zbombardowała środki przeprawowe przygotowane przez sowieckich saperów nad Wisłą naprzeciw Góry Kalwarii. 16 sierpnia samoloty eskadry prowadziły rozpoznanie na kierunkach działania 1 Dywizji Piechoty Legionów, 14., 16., i 21 Dywizji Piechoty nacierających na odcinku frontu między Dęblinem a Lubartowem. Przeprowadzono także rozpoznanie na przedpolu 3 Dywizji Piechoty Legionów w rejonie Włodawy.
W następnych dniach rozpoznawała w kierunkach na Brześć, Drohiczyn i Sokołów. 20 sierpnia ostatnia maszyna AEG C.4 powróciła spod Włodawy i z urwanym tłokiem wylądowała w Dęblinie. Z braku samolotów eskadra została wycofana z frontu i przez Radom, Łódź i Kalisz pojechała do Poznania celem uzupełnienia.
25 sierpnia zakończyły się działania pościgowe za rozbitymi oddziałami sowieckimi. Na kilka tygodni nastąpiła stabilizacja linii frontu, a jednostki Wojska Polskiego, w tym lotnicze, przeszły kolejną reorganizację. Wycofano, celem uzupełnienia, eskadry najbardziej wyczerpane intensywnymi walkami. Były to 2., 8. i 21 eskadra. Poza nimi na tyłach przebywały także inne eskadry. Były to: 3., 11., 14., 17. i 18. oraz (4.) eskadra toruńska.
Po reorganizacji ugrupowanie wojsk polskich na północnym odcinku frontu składało się z 2. i 4 Armii. Zmienił się też przydział lotnictwa do poszczególnych związków operacyjnych. W skład lotnictwa 2 Armii wchodziły: 1., 12. i 16 eskadra wywiadowcza oraz 13 eskadra myśliwska. Eskadry 1. i 13. stacjonowała w Dojlidach, a eskadry 12 i 16 w Markowszczyznie.
W tym czasie w skład lotnictwa 4 Armii wchodziły tylko eskadry: 10. i 17 eskadra wywiadowcza. We wrześniu dołączyła 3 eskadra wywiadowcza i 19 eskadra myśliwska. 
W końcu września na front przybyła eskadra toruńska. Po drodze w Białymstoku przywrócono jej nazwę 4 eskadry wywiadowczej. Będąc w składzie 4 Armii, operowała z lotnisk w Białymstoku, Słonimie i Baranowiczach.
W październiku lotnictwo 4 Armii nie działało z taką aktywnością jak we wcześniejszym okresie. Jedynie 4 eskadra (toruńska) zachowała dużą aktywność.
Działając z Baranowicz przeprowadziła ponad 30 lotów wywiadowczych i łącznościowych. 
7 października pchor. Dittmer i por. Róder  podczas lotu wywiadowczego od Kojdanowa wzdłuż brzegu Uszy, zaatakowali i rozproszyli oddział sowieckiej piechoty.
9 października ppor. Róder  w złych warunkach atmosferycznych odnalazł i nawiązał łączność z oddziałami grupy gen. Krajewskiego.
Również w październiku ppor. Żarski zbombardował i uszkodził most pod Słuckiem.
W ostatnim locie eskadry odbytym 14 października jej dowódca por. Szyfter rozbił przy lądowaniu samolot LVG C-5. Zarówno on jak i obserwator por. Róder odnieśli rany. 
Podczas wojny o granice 1918-1920 4 eskadra (eskadra toruńska) wykonała 95 lotów bojowych w łącznej liczbie 217 godzin przebytych nad terenami nieprzyjaciela.
Po zakończeniu działań wojennych jednostka powróciła do Torunia, gdzie przeformowana została na Szkolną Eskadrę Szkoły Obserwatorów Lotniczych.

## Żołnierze eskadry

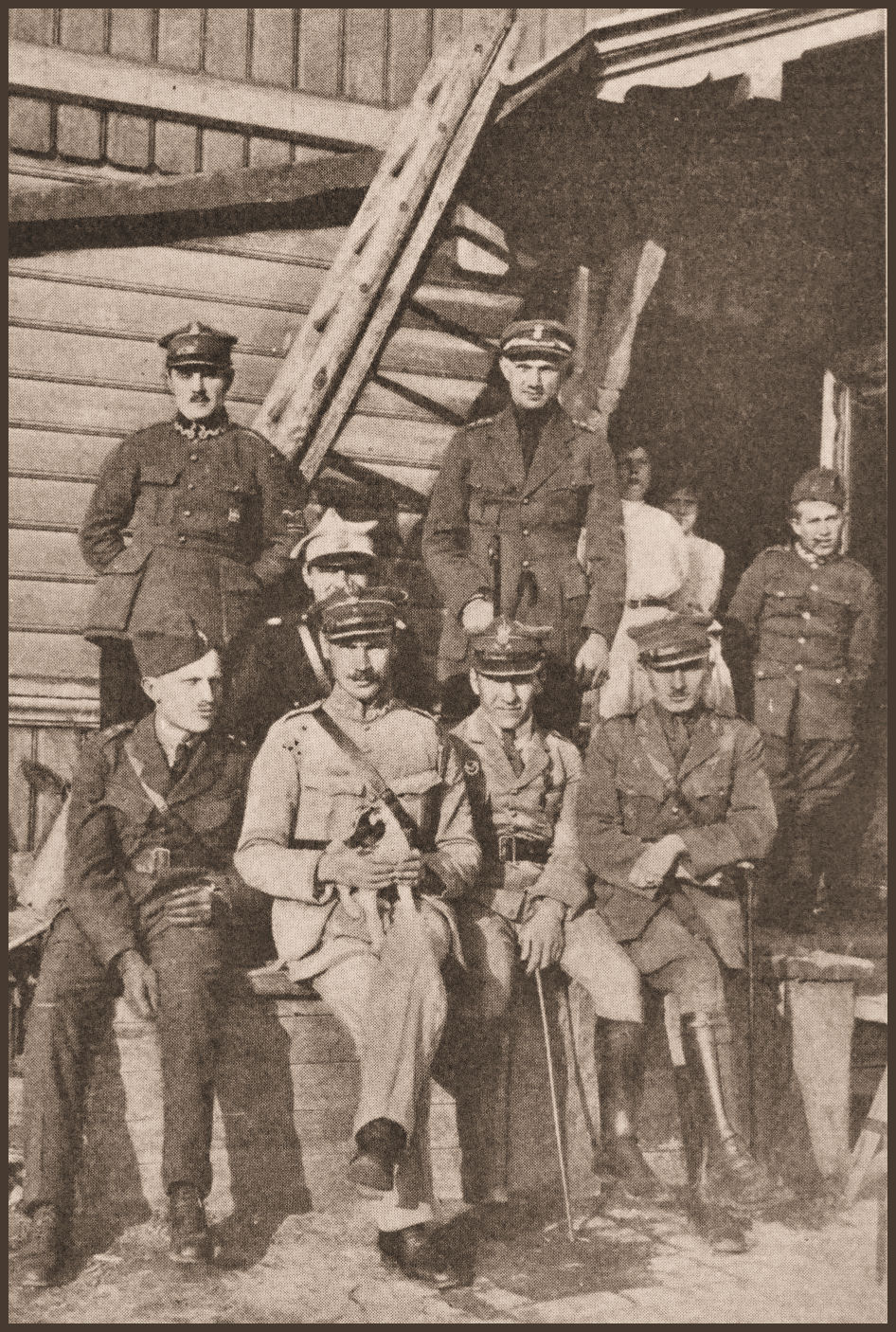
Personel 4 eskadry w maju 1920 w Zahaciu

| Dowódcy eskadry                                       |                                              |                                    |
| Stopień                                               | Imię i nazwisko                              | Okres pełnienia służby             |
| rtm. pil.                                             | Aleksander Serednicki                        | od 9 I 1919                        |
| por. pil.                                             | Artur Jurkiewicz                             | od 7 IV 1919                       |
| por. pil.                                             | Bolesław Narkowicz                           | od IV 1920                         |
| por. pil.                                             | Antoni Sielicki                              | od VII 1920                        |
| Personel latający okresu wojny polsko – bolszewickiej |                                              |                                    |
| Obserwatorzy                                          | Obserwatorzy                                 | Piloci                             |
| rtm. obs. Bronisław Wąsowski                          | rtm. obs. Bronisław Wąsowski                 | rtm. pil. Aleksander Serednicki    |
| por. obs. Stefan Kryński                              | por. obs. Stefan Kryński                     | kpt. pil. Wacław Iwaszkiewicz      |
| por. obs. Zbigniew Prażmowski                         | por. obs. Zbigniew Prażmowski                | por. pil. August Menczak           |
| por. obs. Mieczysław Przybyłowicz                     | por. obs. Mieczysław Przybyłowicz            | por. pil. Artur Jurkiewicz         |
| por. obs Jan Röder                                    | por. obs Jan Röder                           | por. pil. Romuald Wermiński        |
| ppor. obs. Włodzimierz Rice                           | ppor. obs. Włodzimierz Rice                  | por. pil. Wiktor Willman           |
| ppor. obs. Marian Romeyko                             | ppor. obs. Marian Romeyko                    | por. pil. Bolesław Narkowicz       |
| ppor. obs. Edmund Jungowski                           | ppor. obs. Edmund Jungowski                  | por. pil. Antoni Sielicki          |
| ppor. obs. Stanisław Żarski                           | ppor. obs. Stanisław Żarski                  | por. pil. Wiktor Komorowski        |
| ppor. obs. Bolesław Kuczyński                         | ppor. obs. Bolesław Kuczyński                | por. pil. Tadeusz Dziewoński       |
| ppor. obs. Janisław Goligowski                        | ppor. obs. Janisław Goligowski               | ppor. pil. Stefan Brygiewicz       |
| ppor. obs. Jerzy Jabłoński                            | ppor. obs. Jerzy Jabłoński                   | ppor. pil. Stanisław Krajewski     |
| urz. wojsk. obs. Gabrjel Milczewski                   | urz. wojsk. obs. Gabrjel Milczewski          | ppor. pil. Władysław Kozłowski     |
| pchor. obs. Stanisław Czerwiński                      | pchor. obs. Stanisław Czerwiński             | ppor. pil. Józef Szyfter           |
| sierż. obs. Michał Ratajczak vel Marian Rada          | sierż. obs. Michał Ratajczak vel Marian Rada | ppor. pil. Tomasz Tworek           |
| pchor. obs. Bohdan Błysk-Wilski                       | pchor. obs. Bohdan Błysk-Wilski              | chor. pil. Tadeusz Kominkowski     |
| ppor. obs. Eugeniusz Tromszczyński                    | ppor. obs. Eugeniusz Tromszczyński           | chor. pil. Władysław Dittmer       |
|                                                       |                                              | pchor. pil. Dalski                 |
|                                                       |                                              | pchor. pil. Janusz Meissner        |
|                                                       |                                              | pchor. pil. Senecki                |
|                                                       |                                              | sierż. pil. Józef Cegasek          |
|                                                       |                                              | sierż. pil. Mieczysław Obrembowicz |
|                                                       |                                              | sierż. pil. Szyszko                |
|                                                       |                                              | sierż. pil. Wieczorek              |
|                                                       |                                              | sierż. pil. Hipolit Jasiewicz      |
|                                                       |                                              | sierż. pil. Mieczysław Wiland      |
|                                                       |                                              | sierż. pil. Józef Żuromski         |

## Wypadki lotnicze
- 19 kwietnia 1919 podczas działań bojowych poległ ppor. pil. Stefan Brygiewicz, a ciężko ranny został pchor. Błysk-Wilski[24].
- 12 czerwca 1919 podczas lotu bojowego zginęli por. pil. Romuald Wermiński i ppor. obs. Włodzimierz Rice[24].
- 31 lipca 1920 podczas działań bojowych zginął sierż. pil. Mieczysław Obrembowicz, a zostali ciężko ranni kpt. Stanisław Rybka i pchor. obs. Stanisław Czerwiński[24].

## Samoloty eskadry

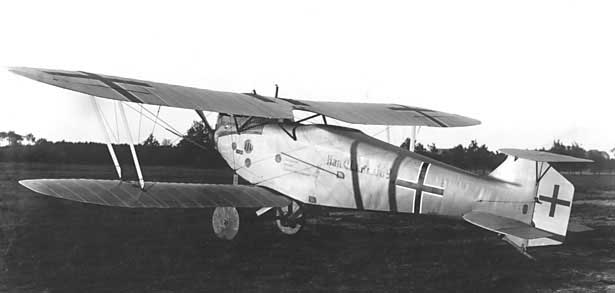
Hannover Roland CL.II
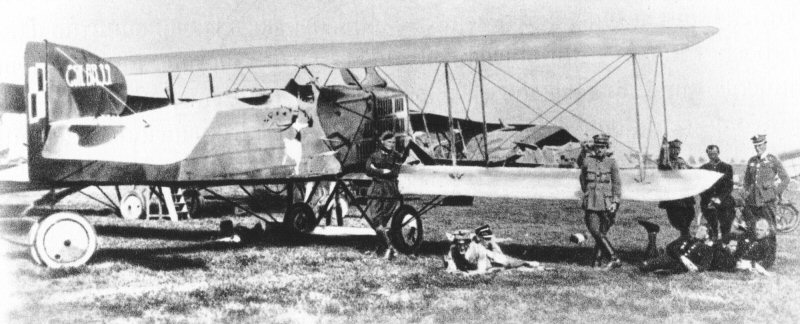
Breguet XIV B.2